# Carl Barth

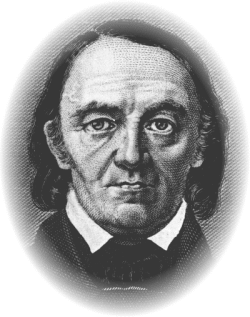
Carl Barth

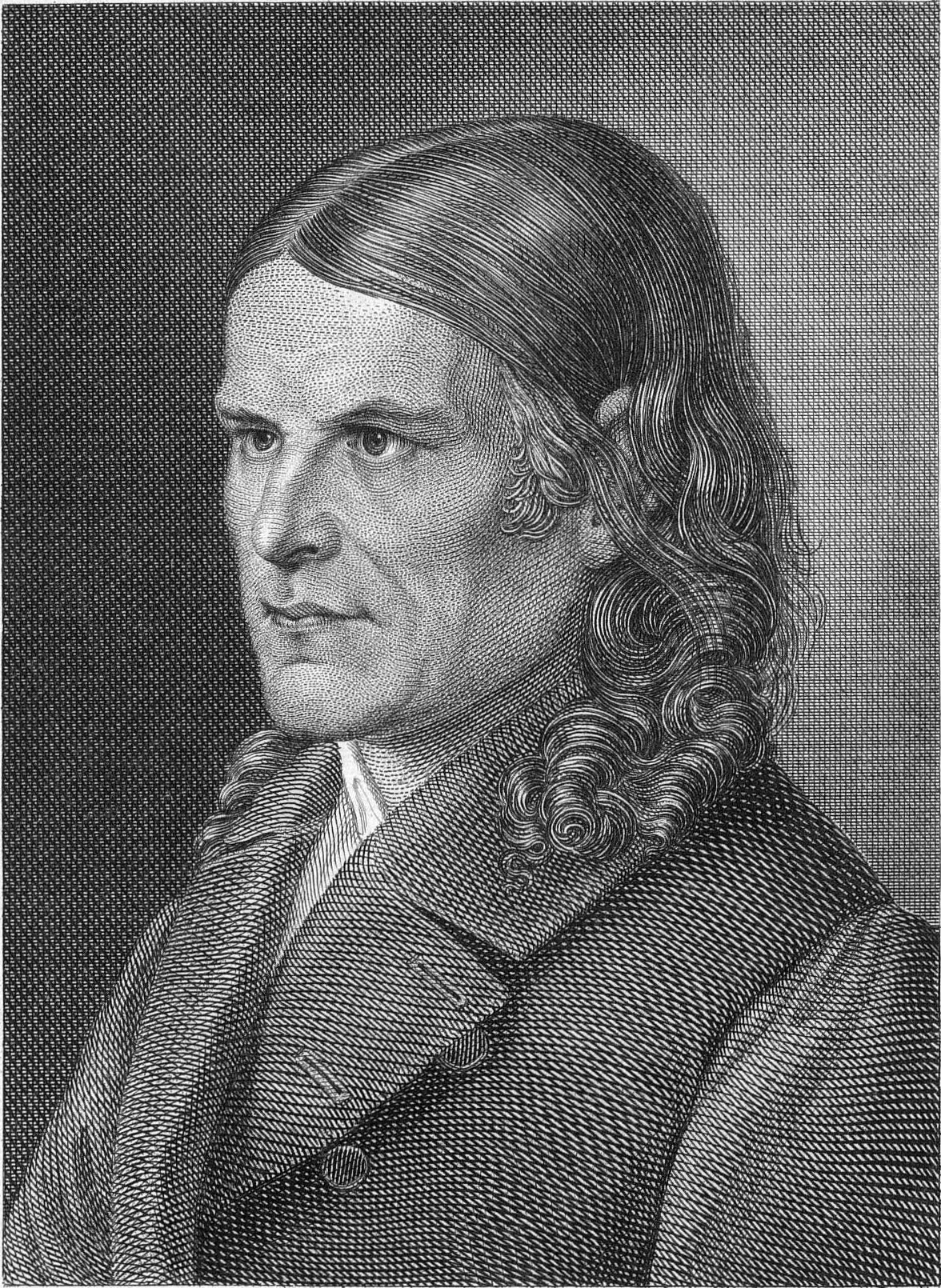
Friedrich Rückert. Stahlstich von Carl Barth.

Carl Barth (* 12. Oktober 1787 in Eisfeld; † 12. September 1853 in Kassel; auch Karl Barth) war ein deutscher Zeichner und Kupferstecher.

## Leben
Carl Barth ist zwar in Eisfeld geboren, sein Vater, ein geschickter Goldschmied, siedelte aber, als der Sohn zwei Jahre alt war, nach Hildburghausen über. Später absolvierte Barth eine Lehre als Goldschmied bei seinem Vater. Schon in seiner Jugend widmete sich Barth intensiv der Kunst und begann selbst zu zeichnen. 1803 nahm er an einem Preiswettbewerb zu Zeichnungen nach vorgegebenen geschichtlichen Themen. Bei dieser Gelegenheit wurde er in seiner Neigung bestärkt, sich weiter der Kunst, und insbesondere der Kunst des Kupferstechens zu widmen. Ab 1805 wurde er dank der Vermittlung und Förderung einer nicht zu eruierenden Fürstin von Johann G. von Müller in Stuttgart zum Kupferstecher ausgebildet. Nach dem Studium ging er 1812 nach Frankfurt, wo er sich mit Karl Josef Ignatz Mosler und Peter von Cornelius bekannt machte. Ab 1814 arbeitete er in München und besuchte die dortige Kunstakademie, um insbesondere seine Kenntnisse in und Zeichnen nach der menschlichen Anatomie zu vervollkommnen.
1816 erhielt er von seiner fürstlichen Gönnerin die Erlaubnis und die Mittel für eine über 2,5-jährige Italienreise. In Italien traf er Mosler und Cornelius wieder, pflegte aber auch Bekanntschauft mit den Dichtern Friedrich Rückert und Wilhelm Müller. Barth fertigte zahlreiche Porträts von Rückert und dessen Kindern an. 
1824 wurde ihm von der für ihrer geographischen Kartenwerke anerkannten Herderschen Kunstanstalt in Freiburg im Breisgau die Direktorenstelle angeboten, welche er aber nicht mal ein Jahr behielt. Ab 1830 lebte er die meiste Zeit in Hildburghausen. Hier arbeitete er vor allem für das Bibliographische Institut von Joseph Meyer und schuf Stahlstiche zu Galerie der Zeitgenossen, Klassikerreihe und Conversationslexikon. Nebenbei beschäftigte er sich wissenschaftlich und literarisch. 1833 und 1834 war er gemeinsam mit Friedrich Sickler und Carl Hohnbaum an der Entdeckung und Bergung des Typusmaterials des später nach im benannten und heute zu den bekanntesten Fährten urweltlicher Tiere zählenden Spurenfossils Chirotherium barthii in den Sandsteinbrüchen von Heßberg beteiligt. Mit zunehmendem Alter litt er unter schweren Depressionen. Barth beendete sein Leben 1853 durch Selbsttötung.
Die lange Freundschaft mit Barth veranlasste den in Neuses bei Coburg lebenden Dichter Rückert dazu, einige seiner häufigen Briefe an Barth mit dem in den Volksmund eingegangenen geflügelten Wort „Mein lieber Freund und Kupferstecher“ zu beginnen.
Barth wirkte auch als Schriftsteller und Übersetzer. So übersetzte er Giuseppe Longhis bedeutendes Werk über die Kupferstecherei (La Calcographia, 1830) ins Deutsche. Er schrieb Gedichte, die in diverseh Almanachen verstreut erschienen, sowie Erzählungen, u. a. für den »Rheinischen Hausfreund«. Eine Auswahl seiner Gedichte erschien als Band 285 von »Meyer's Groschen-Bibliothek der deutschen Classiker für alle Stände«.

## Werke
In Rom begann Barth zusammen mit Samuel Amsler die Arbeit an den Stichen nach Cornelius’ Aventiure von den Nibelungen.
Der Stich Die sieben mageren Jahre nach Overbeck wird aus seinem Werk besonders hervorgehoben.

## Ausstellungen
- 15. Juni – 3. August 2003 Hildburghausen, Stadtmuseum in der "Alten Post"
- 26. September – 16. November 2003 Schweinfurt, Altes Rathaus: Carl Barth 1787–1853